# Czyżów (powiat wielicki)
Czyżów – wieś w Polsce położona w województwie małopolskim, w powiecie wielickim, w gminie Gdów.
Koło Czyżowa przebiega droga krajowa nr 94.
W latach 1975–1998 miejscowość należała administracyjnie do województwa krakowskiego.